# Française des Jeux
La Française des Jeux, spesso abbreviata in FDJ, è l'impresa che detiene il monopolio delle lotterie e delle scommesse sul territorio francese e sui territori d'oltremare.

## Storia
Fondata nel 1976 come Société de la Loterie nationale et du Loto national e rinominata Française des Jeux nel 1991, è una società anonima detenuta per il 72% dallo Stato francese.
L'azienda propone diverse tipologie di giochi: estrazioni (lotterie come EuroMillions e altri giochi come keno), gratta e vinci, concorsi a pronostico e giochi interattivi.
Dal 1997 la Française des Jeux sponsorizza la squadra ciclistica professionistica diretta da Marc Madiot.